# Seven de Nueva Zelanda 2005
El Seven de Nueva Zelanda de 2005 fue la sexta edición del torneo de rugby 7, fue el tercer torneo de la temporada 2004-05 de la Serie Mundial Masculina de Rugby 7.
Se disputó en la instalaciones del Westpac Stadium de Wellington.

## Fase de grupos

### Grupo A
| Equipo     | Encuentros | Encuentros | Encuentros | Encuentros | Tantos  | Tantos    | Tantos     | Puntos |
| Equipo     | jugados    | ganados    | empatados  | perdidos   | a favor | en contra | diferencia | Puntos |
| ---------- | ---------- | ---------- | ---------- | ---------- | ------- | --------- | ---------- | ------ |
| Inglaterra | 3          | 3          | 0          | 0          | 93      | 22        | 71         | 9      |
| Samoa      | 3          | 2          | 0          | 1          | 55      | 38        | 17         | 7      |
| Canadá     | 3          | 1          | 0          | 2          | 36      | 58        | -22        | 5      |
| Niue       | 3          | 0          | 0          | 3          | 29      | 95        | -66        | 3      |

Nota: Se otorgan 3 puntos al equipo que gane un partido, 2 al que empate y 1 al que pierda

### Grupo B
| Equipo         | Encuentros | Encuentros | Encuentros | Encuentros | Tantos  | Tantos    | Tantos     | Puntos |
| Equipo         | jugados    | ganados    | empatados  | perdidos   | a favor | en contra | diferencia | Puntos |
| -------------- | ---------- | ---------- | ---------- | ---------- | ------- | --------- | ---------- | ------ |
| Nueva Zelanda  | 3          | 3          | 0          | 0          | 109     | 14        | 95         | 9      |
| Fiyi           | 3          | 2          | 0          | 1          | 57      | 47        | 10         | 7      |
| Kenia          | 3          | 1          | 0          | 2          | 26      | 73        | -47        | 5      |
| Estados Unidos | 3          | 0          | 0          | 3          | 21      | 79        | -58        | 3      |

### Grupo C
| Equipo    | Encuentros | Encuentros | Encuentros | Encuentros | Tantos  | Tantos    | Tantos     | Puntos |
| Equipo    | jugados    | ganados    | empatados  | perdidos   | a favor | en contra | diferencia | Puntos |
| --------- | ---------- | ---------- | ---------- | ---------- | ------- | --------- | ---------- | ------ |
| Sudáfrica | 3          | 3          | 0          | 0          | 100     | 24        | 76         | 9      |
| Escocia   | 3          | 2          | 0          | 1          | 48      | 50        | -2         | 7      |
| Francia   | 3          | 1          | 0          | 2          | 45      | 41        | 4          | 5      |
| Japón     | 3          | 0          | 0          | 3          | 24      | 102       | -78        | 3      |

### Grupo D
| Equipo     | Encuentros | Encuentros | Encuentros | Encuentros | Tantos  | Tantos    | Tantos     | Puntos |
| Equipo     | jugados    | ganados    | empatados  | perdidos   | a favor | en contra | diferencia | Puntos |
| ---------- | ---------- | ---------- | ---------- | ---------- | ------- | --------- | ---------- | ------ |
| Argentina  | 3          | 3          | 0          | 0          | 96      | 7         | 89         | 9      |
| Australia  | 3          | 2          | 0          | 1          | 59      | 32        | 27         | 7      |
| Tonga      | 3          | 1          | 0          | 2          | 47      | 65        | -18        | 5      |
| Islas Cook | 3          | 0          | 0          | 3          | 12      | 110       | -98        | 3      |

## Fase Final

### Cuartos de final
| 7 de febrero | Nueva Zelanda | 26 - 14 | Samoa |  |  |

| 7 de febrero | Sudáfrica | 19 - 15 | Australia |  |  |

| 7 de febrero | Argentina | 14 - 5 | Escocia |  |  |

| 7 de febrero | Fiyi | 24 - 19 | Inglaterra |  |  |

### Semifinal
| 7 de febrero | Nueva Zelanda | 34 - 12 | Sudáfrica |  |  |

| 7 de febrero | Argentina | 21 - 17 | Fiyi |  |  |

### Final
| 7 de febrero | Nueva Zelanda | 31 - 7 | Argentina |  |  |

| Bandera de Nueva Zelanda |
| Campeón Nueva Zelanda    |
| 2º título del circuito   |